# Pocenia
Pocenia là một đô thị ở tỉnh Udine trong vùng Friuli-Venezia Giulia thuộc Ý, có cự ly khoảng 60 km về phía tây bắc của Trieste và khoảng 30 km về phía tây nam của Udine. Tại thời điểm ngày 31 tháng 12 năm 2004, đô thị này có dân số 2.581 người và diện tích là 23,9 km².
Đô thị Pocenia có các frazioni (đơn vị cấp dưới, chủ yếu là các làng) Torsa, Roveredo, và Paradiso.
Pocenia giáp các đô thị: Castions di Strada, Muzzana del Turgnano, Palazzolo dello Stella, Rivignano, Talmassons, Teor.